# Бондаревка (Овручский район)
Бондаревка (укр. Бондарівка) — село на Украине, основано в 1922 году, находится в Овручском районе Житомирской области.
Код КОАТУУ — 1824280602. Население по переписи 2001 года составляет 227 человек. Почтовый индекс — 11153. Телефонный код — 4148. Занимает площадь 8,64 км².

## Адрес местного совета
11152, Житомирская область, Овручский р-н, с. Бондари